# Lady Bird Johnson
Claudia Alta Taylor "Lady Bird" Johnson (Karnack, Texas, 1912. december 22. – West Lake Hills, Texas, 2007. július 11.), Lyndon B. Johnsonnak, az Amerikai Egyesült Államok 36. elnökének felesége és ezáltal az Egyesült Államok first ladyje 1963 és 1969 között, korábban 1961 és 1963 között az ország second ladyje.